# Левицький Омелян
Омелян Левицький (31 липня 1875, м. Коломия — 23 березня 1917, с. Кирлібаба) — український політичний і військовий діяч, сотник Гуцульської сотні УСС

## Життєпис

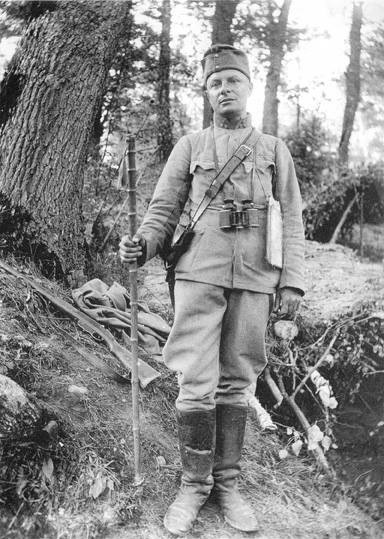
Омелян Левицький на позиціях

Омелян Левицький народився 31 липня 1875 року в місті Коломиї на Станиславівщині (нині — Івано-Франківська область, Україна).
За фахом — юрист. У 1907—1912 працював адвокатом у Турці, згодом — Долині.
Належав до Української Національно-Демократичної Партії, входив до керівного органу організації — Народного Комітету.

### В УСС
З серпня 1914 брав активну участь в організації Легіону Українських Січових Стрільців. У 1914—1915 Омелян Левицький командував четою, а згодом сотнею УСС.
Відзначився в боях над Стрипою і Серетом у вересні 1915.
У грудні 1916 призначений командантом Гуцульської сотні УСС, яка брала участь у боях біля Кирлібаби в Румунії. Мав звання, зокрема, поручника Легіону Українських Січових Стрільців.

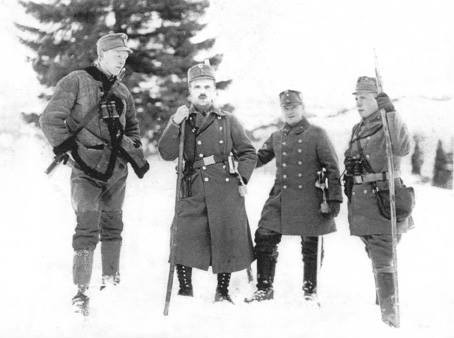
Старшини сотні Вітовського, зліва направо: Григорій Трух, Дмитро Вітовський, Омелян Левицький, Григорій Іваненко

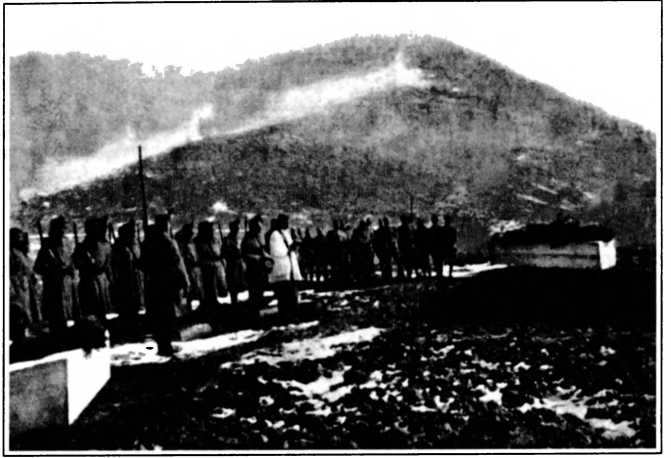
Похорон Омеляна Левицького

### Загибель
Загинув 23 березня 1917 від розриву снаряда із австрійської гармати. Ось як описує цю подію підхорунжий Михайло Горбовий: 
| Дня 23 березня 1917 р. прибула на позицію нова австрійська батарея, здається 4/ХІІ, і стала встрілюваться на московську позицію. В той час, саме в обідню пору, працював сотник Левицький з одним стрільцем біля викінчення своєї землянки, хованої у скалі, яка мала чудову охорону від ворожих гранатів. Нараз перед стрілецькою позицією, над яром, тріскають австрійські шрапнелі цілої батареї. Друга сальва тріскає майже над самими стрілецькими становищами. В тій хвилині стрільці дають відповідні знаки ракетами, та це нічого не помагає. За шрапнелями паде сальва гранатів між стрілецькі стоянки, від яких падуть трупом з розчерепленою головою сотник Омелян Левицький і чура-стрілець [Володиславський]. Ще одна сальва шрапнель-ґранатів — і батарія перестає стріляти, начеб лише для цього тут прийшла, щоб сповнити цей злочин. Стрілецтво було страшенно обурене, і небагато бракувало, щоб залишило було окопи і кинулося провчити як слід отих гармашів-вбийників. Лише завдяки старанням старшин удалося вспокоїти розлючене стрілецтво. На другий день наспіли до сотні заяви співчуття від усіх команд — корпусу, дивізії, бригади, деташми і поодиноких старшин. А дня 25 березня 1917 року відбувся сумний і прикрий для стрілецтва похорон сотника Омеляна Левицького. Похоронено його на кладбищі в Кирлібабі, біля церкви. Похорон був величавий, начеб Австрійці хотіли своєю чисельною участю затерти перед стрілецтвом вражіиня цієї трагічної смерти їхнього сотника, начеб хотіли змити із себе вину. |
Похований на цвинтарі села Кирлібаба (Румунське королівство).